# Breže
Breže – wieś w Słowenii, w gminie Ribnica. W 2018 roku liczyła 152 mieszkańców.